# Cristóbal Téllez
Cristóbal Téllez (fl. 1568 - 1593) fue un músico, compositor polifónico y maestro de capilla español.

## Biografía
Cristóbal Téllez procedía de una destacada familia de polifonistas castellanos, que actuaron en toda España de los siglo XVI al XVII. Posiblemente naciese en Gerena, en la provincia de Sevilla.
Fue maestro de capilla de la Catedral de Valencia de 1568 a 1570, de la de Lérida entre 1570 y 1573 y de la Colegial de Berlanga de 1573 a 1587.

### Maestro de capilla de la Catedral de Zaragoza
Tras el fallecimiento de Melchor Robledo, la maestría de la Catedral de Zaragoza quedó vacante. Tras un intentó fracasado de conseguir a Juan Arnal, maestro de capilla de la Catedral de Tarazona, el 15 de abril de 1587 organizaron unas oposiciones a las que se presentaron Josepe Gay, maestro de capilla en Gandía, Martín Pérez, maestro de capilla de Badajoz, y Cristóbal Téllez, maestro en Berlanga. Téllez se retiró por sospechas de favoritismo a Gay. Gay ganó finalmente las oposiciones, aunque sin convencer, pero falleció a los dos meses y medio de acceder al cargo.
A falta de un compositor propio, el cabildo decidió solicitar a Téllez con urgencia una composición para la liturgia de Navidad, que este realizó en un solo día.

[...] pareció al Capítulo que se introdujese esta calenda solemne para tan solemne vigilia y luego envió un propio a Berlanga a Téllez, Maestro de Capilla, para que enviase a la Iglesia una calenda semejante y llegó en Berlanga a 17 de Diciembre y partió de Berlanga a 18 de dicho mes, día de la Expectación; y en ese poco tiempo la hizo dicho maestro Téllez a cinco voces y la trajo el mensajero y dijeron los cantores que era muy linda música; esta calenda se dijo la primera en La Seo de Zaragoza, Víspera de Pascua de Navidad del año 1587 y la comenzó un tenor llamado Pedro Baltodano y en acabar aquellas palabras sexta etate, entraron los cantores, y el tenor no dijo et alibi, etcª, por la autoridad de la calenda.
Pascual de Mandura (1550–1604)

Tras esta muestra de talento, el cabildo catedralicio decidió dar la maestría a Téllez:

Plática de elegir maestro de capilla.
En 23 de Diciembre, miércoles, se trató de elegir maestro de Capilla por la muerte de Josepe Gay y se representaron algunos y fueron, Garro, maestro de capilla de Sigüenza; Monente, natural de la villa de Erla, que estaba en la capilla de Su Majestad; Vitoria, aunque se sabía no podía venir como él escribió en la elección pasada, que había sido llamado para Sevilla y para en compañía de Guerrero y no quiso ir por no agradarle la tierra y estar acostumbrado a los aires de la suya y que quería acabar en ella; y así, de los tres nombrados arriba, aunque no se tuvo noticia de que la pretendiese Monente, pero teníase noticia de su mucha habilidad; pero con todo eso, se echó mano de Cristóbal Téllez, maestro de capilla de Berlanga y se eligió por maestro de capilla de esta Iglesia y sin discrepancia alguna y la Iglesia envió para avisarle un propio a Berlanga a 24 de diciembre.
Actas capitulares

Miércoles, a 23 de diciembre [de 1587], se juntaron […] y proveyeron por maestro de capilla a Cristóbal Téllez, conformándose en ello todos y asignándole el mismo partido que al pasado, que son trescientos escudos y así se propuso se le avisase y este salario ha de ser asistiendo a las horas diurnas.
Actas capitulares

Tomó posesión del cargo el 31 de enero del siguiente año 1588. Las relaciones entre el cabildo metropolitano y Téllez no se resintieron por las oposiciones. Téllez no aparece mencionado en las actas capitulares entre 1588 a 1593. Gracias al relato de Mandura se sabe que partió a la Catedral de Sigüenza.

## Obra
Calahorra sólo nombra una obra de Téllez en la Seo: Kalenda Nativitatis D.N.J.C. de 5.º tono a 5 voces. Identifica esta obra con la mencionada más arriba, que Téllez compuso en un día en diciembre de 1587.